# Disputation de Tortosa
La disputation, disputatio ou dispute de Tortosa est la plus longue et la plus difficile des disputations judéo-chrétiennes. Elle a lieu entre le 7 février 1413 et le 12 novembre 1414 à Tortosa en Catalogne, a pour objet les passages du Talmud qui appuieraient la messianité de Jésus, et se termine par des conversions en grand nombre qui affaiblissent de la communauté juive d'Espagne, préparant le terrain au décret de l'Alhambra.

## Historique

### Contexte
Une disputatio est une institution créée au XIIIe siècle pour engager les théologiens juifs dans un débat public avec l'Église afin de prouver les erreurs du judaïsme ; auparavant, la polémique était seulement livresque. Celle de Tortosa a lieu quelque vingt ans après la vague des « baptêmes sanglants, » laquelle avait commencé par des massacres et conversions forcées dans le quartier juif de Séville le 6 juin 1391, avant de s'étendre aux villes les plus importantes des couronnes de Castille et d'Aragon.
Après les événements cruels de 1391, ce n'est plus la conversion forcée qui est de mise mais une pression constante « perdure sur les communautés juives réduites en nombre et en effectif à l’échelle de toute la péninsule, par le biais des campagnes de prédication menées par les religieux franciscains et dominicains jusqu’à la fin des années 1410 ».

### Déroulement

#### Cadre

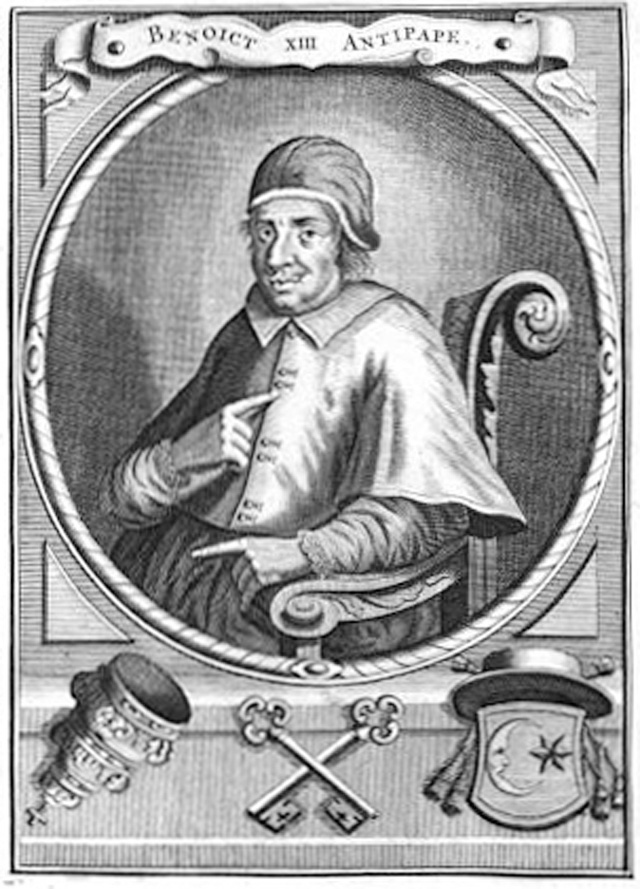
Pierre de Lune dit Benoît XIII, l'un des promoteurs de la disputation.

Pedro de Luna, dit l'antipape Benoît XIII, convoque et promeut cette disputatio qui se déroule en soixante-neuf séances, entre février 1413 et novembre 1414, soit 21 mois, alors qu'il était prévu qu'elle n'ait lieu que durant quelques jours. On pense que les débats se sont tenus en aragonais mais des chercheurs croient plutôt au latin.

#### Participants
Sont contraints d'y assister environ vingt personnalités juives dont plusieurs rabbins des comtés catalans et du royaume d'Aragon, chacun représentant sa communauté : sous la direction de Josef Albo de Monreal, Moïse Ibn Musa de Calatayud, Todros al Costantini de Huesca, Zerahia Ha-Levi ben Isaac Saladin (probablement appelé également rabbi Ferrer), Astruc ha-Levi (en) de Daroca, le Provençal Profiat Duran (anciennement baptisé Honoratus de Bonafide), Mossé ben Abbas de Saragosse, Josue Messie (ou Massies) ou Mattathias ha-Yiẓhari représentant de la communauté juive de Saragosse, et Bonjuha de Gérone, convoqués par l'antipape. Face à eux, le dominicain Vincent Ferrier, plus tard canonisé, connu pour son art de la persuasion et ses remarquables sermons antijuifs,, ainsi que le converse Jerónimo de Santa Fe (né Josué ha-Lorki et rabbin d’Alcañiz converti par Ferrier), médecin personnel de l'antipape, dont le zèle déclenche de nombreuses conversions des Juifs,.
Les Juifs demandent à avoir un débat libre, mais on leur répond qu'ils ne sont pas à un débat, mais à un rassemblement d'endoctrinement et d'instruction. Lorsqu'ils affirment qu'un enseignant devrait tenir compte des souhaits de ses élèves, on leur répond alors qu'il n'était pas question de les endoctriner, mais seulement enseigner les masses juives. Pour se dévaloriser, les sages juifs affirment que des erreurs et des fautes peuvent leur arriver, mais que la Loi de Moïse est éternelle. Ainsi, les représentants juifs sont considérablement désavantagés ; il leur est également interdit d’exprimer toute déclaration qui critiquerait ou s’opposerait au christianisme et « chaque tentative juive de répondre aux accusations chrétiennes était accueillie par la menace de l'accusation d'hérésie »,.   

#### Thèmes
Les thèmes abordés tout au long de la disputatio s'articulent autour de deux axes principaux : la messianité de Jésus (dans les textes et dans les faits) et le Talmud (erreurs, hérésies, calomnies et blasphèmes contre la foi chrétienne). 
Jerònimo de Santa Fe, l'apostat, avait apparemment incité à la tenue de cette disputation. Précédemment, il avait écrit vers 1412 son Tractatus contra perfidiam Judaeorum où il citait des passages de la Bible hébraïque pour montrer qu'ils avaient attesté la venue de Jésus comme messie. Il écrit aussi De judaieis erroribus ex Talmud adressé à Benoît XIII. Ces deux traités servent de base doctrinaire pendant la disputation de Tortosa, pour défendre les mérites de sa nouvelle religion. Santa Fe argumente sur le thème de la « perversité » du Talmud : selon lui, les Juifs n’ont pu anéantir le peuple chrétien en tuant le Christ ; ils ont voulu le bafouer par la rédaction du Talmud, un tissu d’horreurs anti-chrétiennes.
Durant près de deux années, les rabbins doivent se défendre contre des accusations et des menaces de toutes sortes de la part des chrétiens. Pour contre-argumenter, le philosophe et rabbin Isaac Nathan ben Kalonymus écrit plusieurs textes condamnant les interprétations de la Bible hébraïque devant prouver que Jésus serait le messie.

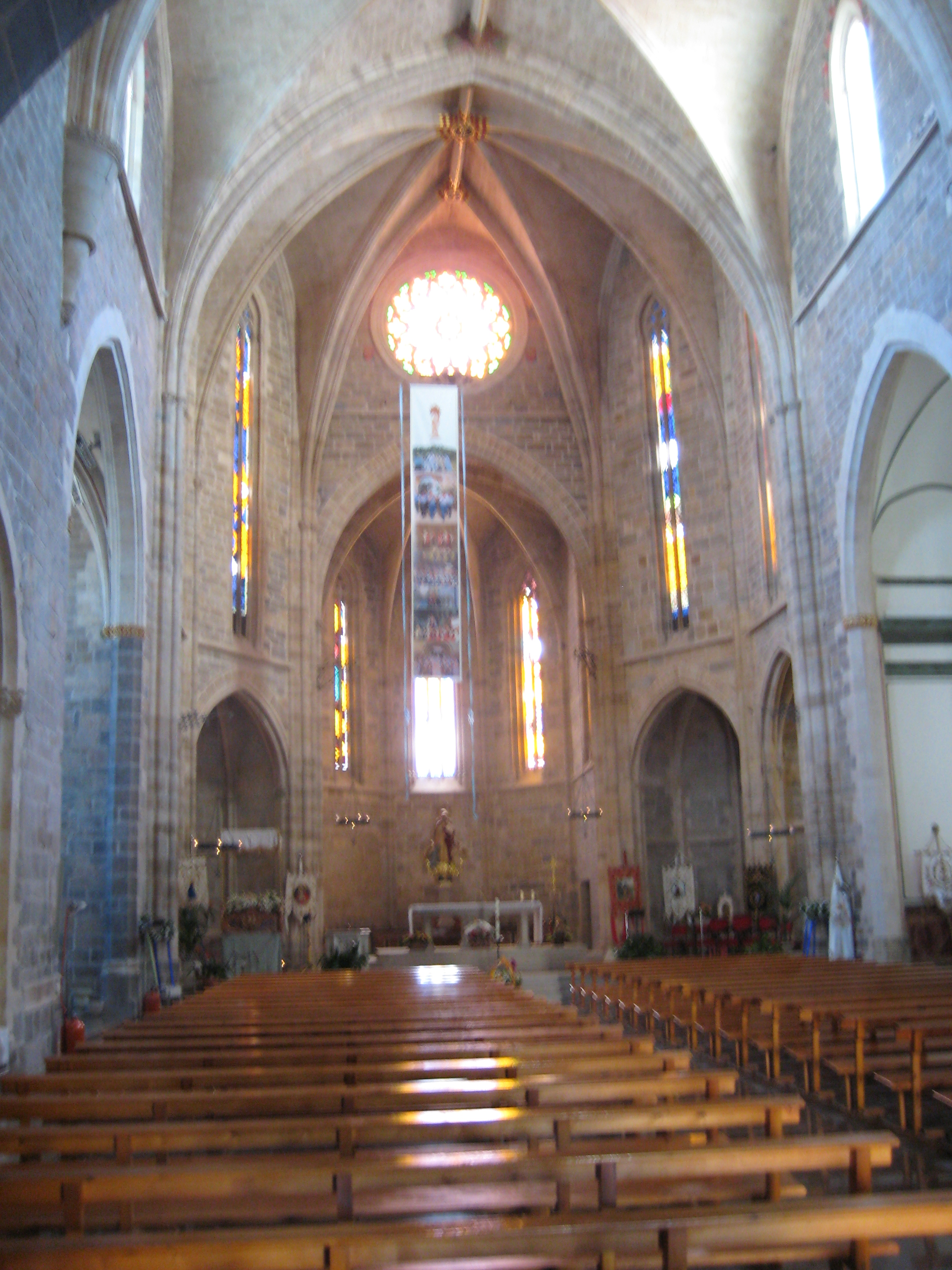
Intérieur de église archipresbitérale de Sant Mateu à Castellón qui vit la clôture de la disputation et la conversion de milliers de Juifs

Très rapidement, la disputation sur le messie est bloquée. Pour les rabbins, le messie reste un personnage secondaire qui ne pouvait pas changer la Torah, la Loi, source de la vie spirituelle. Cette position était incompatible avec le point de vue catholique qui fait de Jésus le Verbe incarné.

#### Fin
Dans une dernière réunion, en 1415, les rabbins présents affirment que leur foi est la véritable foi. Finalement, les représentants juifs sont contraints de signer un document dans lequel ils « reconnaissaient leurs erreurs » de foi.

### Conséquences
L'antipape Benoît XIII fulmine alors la bulle Contra judaeos à Valence contre le Talmud, le 11 mai 1415, accusant ce livre d'être la principale cause de l'aveuglement des Juifs, et attribuant sa composition aux fils du diable. Les Juifs « se virent refuser le droit de posséder ou d'étudier le Talmud, de cuire ou de vendre du pain azyme, d'occuper une fonction publique, d'exercer toute activité professionnelle ou médicale, de pratiquer le prêt d'argent, ou de lever des impôts communaux sans l'autorisation expresse du monarque. Il leur était également interdit de quitter le pays, et ceux qui les aidaient dans cette tentative étaient lourdement condamnés à des amendes ».
Dans les années 1410 et celles qui suivent, l'instigateur dominicain Vincent Ferrier parcourt la péninsule Ibérique pour adresser en langue vernaculaire ses sermons enflammés aux Juifs et aux chrétiens, grâce à des autorisations royales de prêcher qui lui ont été accordées : « les Juifs et les musulmans sont enjoints à l’écouter et les agents locaux du pouvoir royal doivent s’assurer que ces dispositions sont bien appliquées ».
Une autre bulle, Etsi Doctoris Gentium, est signée, qui motive l'autodafé des livres juifs.
À la suite de la disputation et des prêches, plus de 3 000 Juifs de la couronne d'Aragon se convertissent au catholicisme en l'église archipresbitérale de Sant Mateu dans la province de Castellón, celle-là même où s'est déroulée la clôture de ce long procès théologique. Les membres de la famille de Nen Labi de la Caballeria (en) se convertissent également, suivis par de nombreuses autres familles juives (les Alazar, les Golluf, les Ginillo...) et même des communautés entières restés trop longtemps sans guide. Pedro de La Caballeria (mort en 1461), fils converti de Salomon ibn Labi de la Caballeria, occupera des offices municipaux à Saragosse, sera légiste de la Cour en 1430, cavalier dans l’armée du roi Alfonso V d'Aragon et son conseiller, adoubé chevalier durant la guerre de Catalogne. Il sera ensuite accusé d’hérésie par l’Inquisition et jugé à titre posthume (1485-1492).
La séparation physique des Juifs et des chrétiens se produit ou s'accentue, surtout si ces derniers sont convertis. De nombreux drames familiaux et personnels de toutes sortes éclatent.
La querelle des « conversos », ou Juifs convertis (plus ou moins de force) éclate. Ils sont quelques centaines de milliers qui continuent à vivre en privé leur judaïsme, mais à l’extérieur se comportent en chrétiens (ce qu'on appelle le crypto-judaïsme). Continuant les métiers réservés aux Juifs (comme le prêt d’argent), ils réussissent aussi dans les offices et les négoces qui leur sont ouverts depuis leur conversion. Car officiellement chrétiens, ils ont accès aux (droits de) propriétés et aux métiers interdits aux Juifs. Ils peuvent donc posséder serfs et esclaves (notions peu distinctes en Espagne alors que l’esclavage est alors assez répandu dans la société ibérique et ailleurs). En conséquence, ils sont critiqués des deux côtés : les Juifs les taxent de trahison, tandis que les « vieux chrétiens » les jalousent et se plaignent auprès de l'Inquisition.
Les spécialistes s'entendent pour dire qu'une des conséquences de la dispute de Tortose est le décret de l'Alambra (1492) qui signe la disparition quasiment totale de la communauté juive espagnole puis portugaise, à la fin du même siècle,,. 

## Comptes rendus
Du côté chrétien, la disputatio fait l'objet de volumineux « protocoles », ou procès-verbaux, conservés séance par séance par le notaire pontifical, et comptant plus de 600 pages dans l'édition 1957 de Pacios Lopez. Du côté juif, en revanche, elle donne lieu à un compte rendu beaucoup plus bref, rédigé en hébreu par le sage Bonastruc Desmaltres, l'un des participants, et envoyé à la communauté de Gérone,.
Un siècle plus tard, Salomon Ibn Verga compose son Shevet Yehuda (« Le sceptre de Juda »), relatant l’histoire des Juifs depuis la destruction du Second Temple de Jérusalem jusqu’au XVIe siècle et contenant la copie du rapport sur la rencontre politico-théologique de 1413-1414, envoyé par Bonastruc, qui paraît dans les années 1520, après qu'Ibn Verga « eut été expulsé des États de Ferdinand d’Aragon et d’Isabelle de Castille en 1492 ». Même si certains éléments qu'il rapporte semblent incorrects, cela n'invalide pas la totalité du compte rendu.